# Ballus rufipes
Ballus rufipes là một loài nhện trong họ Salticidae.
Loài này thuộc chi Ballus. Ballus rufipes được Eugène Simon miêu tả năm 1868.